# Blodwyn Pig
I Blodwyn Pig sono stati un gruppo musicale britannico, attivo a più riprese e con vari cambi di formazione, dalla fine degli anni sessanta a metà degli anni novanta.

## Storia dei Blodwyn Pig
Il gruppo fu fondato nel gennaio 1969 dal chitarrista Mick Abrahams, fuoruscito dai Jethro Tull dopo aver suonato nell'album di esordio This Was (1968). Le divergenze di stile e di vedute musicali tra Ian Anderson e Abrahams avevano costretto quest'ultimo ad abbandonare il gruppo e a mettersi a capo di una nuova formazione, che vedeva Jack Lancaster al sassofono, flauto e violino, Andy Pyle al basso, Ron Berg alla batteria e lo stesso Abrahams alla voce e chitarra.
Il gruppo fu messo sotto contratto dall'etichetta Chrysalis, che distribuiva i suoi dischi attraverso la Island Records, e debuttò nel 1969 con l'album Ahead Rings Out. L'album, che era una sintesi tra l'esperienza blues di Abrahams e la formazione essenzialmente jazz di Lancaster, raggiunse il nono posto nella classifica britannica e fece conoscere il gruppo dei Blodwyn Pig come uno dei più significativi esponenti del progressive rock. A questo successo, sia critico che commerciale, fece seguito un lungo tour negli Stati Uniti.
Nel 1970 i Blodwyn Pig pubblicarono un secondo album, dal titolo Getting to This. Anche quest'album venne accolto favorevolmente e raggiunse l'ottavo posto della classifica. Dopo un'intensa attività dal vivo, Abrahams tuttavia decise di lasciare il gruppo e venne sostituito da Peter Banks degli Yes. I componenti decisero a questo punto di chiamarsi semplicemente Blodwyn, ma si sciolsero dopo pochi mesi, alla fine del 1970.
Nel 1974 il gruppo si riunì per un breve periodo per suonare alcune date dal vivo, accogliendo tra le sue file anche Clive Bunker dei Jethro Tull, ma non poté pubblicare nessun disco perché non ottenne nessun ingaggio discografico e si sciolse nuovamente nel giro di pochi mesi.
Mick Abrahams ritornò sotto i riflettori dopo un lungo periodo di ritiro a vita privata: nel 1993 tentò una nuova riunione sotto il nome di Blodwyn Pig e pubblicò ancora qualche album, come ad esempio Lies (1993), All Tore Down (live, 1994) e Pig-in-the-Middle (1996).

## Discografia
- Ahead Rings Out (1969)
- Getting to This (1970)
- Lies (1993)
- All Tore Down: Live (1994)
- Pig-in-the-Middle (1995)
- All Said And Done (2004) (cofanetto con 2 CD + 1 DVD)

## Formazione

### Ultima
- Mick Abrahams - voce, chitarra
- Peter Banks - chitarra
- Jim Leverton - basso
- Jack Lancaster - violino, sax tenore e soprano, flauto, clarinetto
- Ron Berg - batteria

### Altri ex membri
- Andy Pyle, basso, violoncello (1969-1970)